# Distrito de Juanjuí
El distrito de Juanjuí es uno de los cinco que conforman la provincia de Mariscal Cáceres, ubicada en el departamento de San Martín  en el Noreste del Perú.

## Historia
El distrito fue creado mediante Ley del 7 de febrero de 1866, en el gobierno del Presidente Mariano Prado.

## Geografía
- Ríos: Huallaga
- Lagos:

## Capital
Tiene como capital a la ciudad de Juanjuí. Se encuentra ubicada a una altura 283 m s. n. m.

## Autoridades

### Municipales
- 2019 - 2022[1]
  - Alcalde: Rodolfo López Escudero, de Alianza para el Regreso.
  - Regidores:

  1. WILSON PANDURO (Alianza para el regreso)
  2. PERVIS AGUDA (Alianza para el Progreso)
  3. Jack López Huamán (Alianza para el Progreso)
  4. Fernando Vela Tarazona (Alianza para el Progreso)
  5. Wilson Vásquez Saavedra (Alianza para el Progreso)
  6. Miriam Elena Maza Asencios (Alianza para el Progreso)
  7. Manuel Rodríguez Gleni (Avanza País - Partido de Integración Social)
  8. César Pedro Rodríguez Tisnado (Acción Regional)
  9. Ernesto Chu Granados (Fuerza Popular)

## Festividades
- La fiesta de San Juan